# VRE

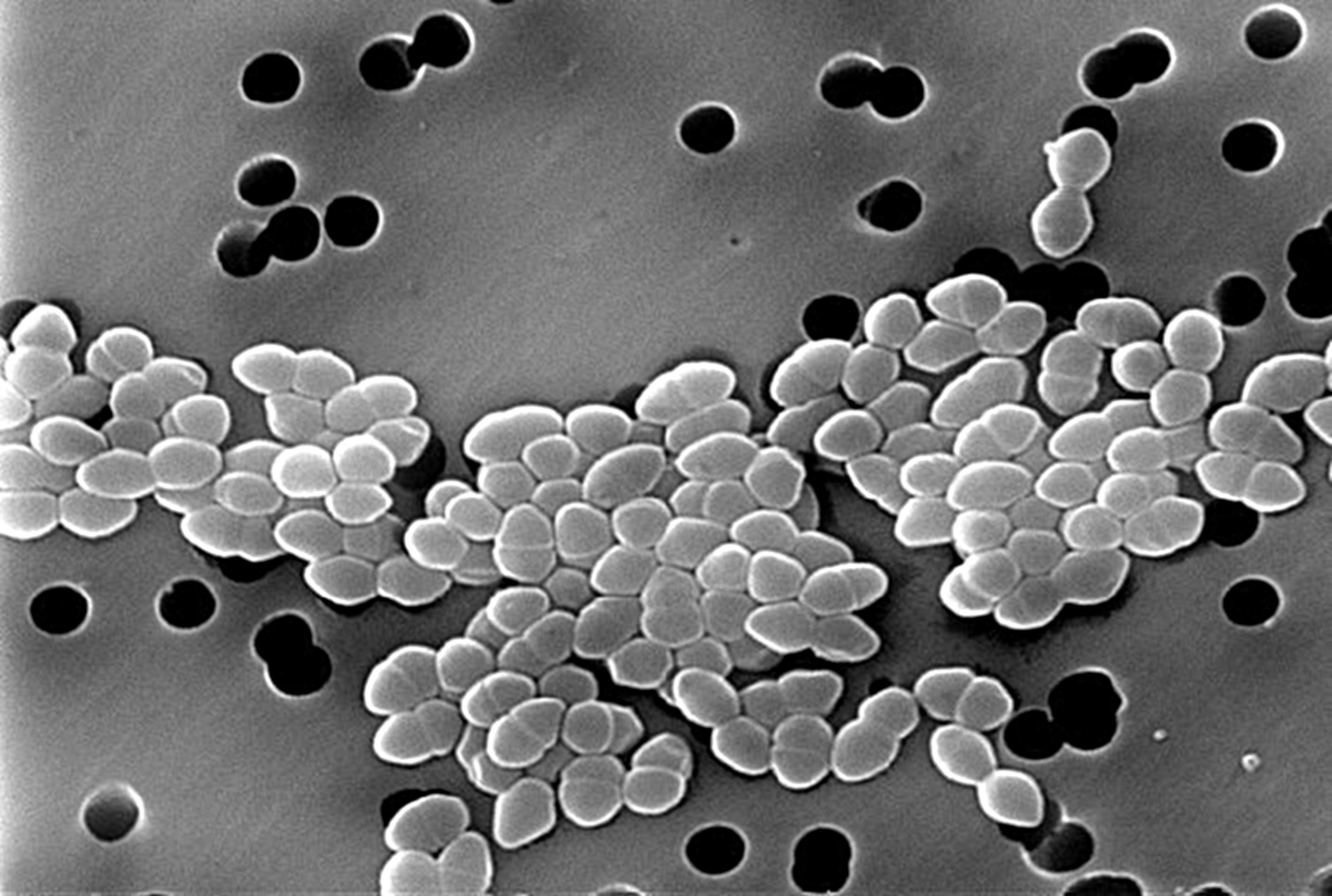
Mikrografia elektronowa bakterii rodzaju enterokoków opornych na wankomycynę.

VRE (z ang. vancomycin-resistant Enterococcus) – szczepy bakterii należące do rodzaju enterokoków, które wykształciły mechanizm oporności na glikopeptydy: wankomycynę lub teikoplaninę. Tego typu oporność jest ważna klinicznie, ponieważ antybiotyki glikopeptydowe uważane są często za leki ostatniej szansy przy zakażeniach bakteriami Gram-dodatnimi. Nowe generacje antybiotyków zachowują jednak aktywność także wobec szczepów wankomycynoopornych.
Zakażenia szczepami VRE są jednymi z najczęstszych zakażeń szpitalnych. Śmiertelność podczas sepsy jest wysoka i wynosi ponad 50%.

## Mechanizm oporności
Glikopeptydy wpływają na proces syntezy ściany komórkowej, jednak na innym etapie niż beta-laktamy.
Oporność polega na modyfikacji fragmentu D-Ala-D-Ala obecnego w ścianie komórkowej (niezbędny dla działania glikopeptydów) na D-Alanina D-Mleczan, przez co zmniejszone jest powinowactwo do wankomycyny (mechanizm oporności polegający na modyfikacji celu działania antybiotyku).

### Wankomycooporność typu A (VanA)
Ta nabyta indukcyjna oporność na wankomycynę i teikoplaninę występuje u gatunków faecalis, faecium oraz avium. Końcowy fragment D-Ala-D-Ala jest zamieniony na dipeptyd D-Ala-D-Lac, co uniemożliwia wiązanie antybiotyku, nawet przy jego bardzo wysokich stężeniach. Przenoszenie odbywa się poprzez transpozon Tn1546 obecny na plazmidzie.

### Wankomycooporność typu B (VanB)
Wankomycooporność B także jest regulowana indukcyjnie, oryginalny dipeptyd zostaje zamieniony na D-Ala-D-Lac, podobnie jak w fenotypie VanA. Induktorem jest jednak wyłącznie wankomycyna (do średnich stężeń); takie szczepy są więc, w przeciwieństwie do klasy A, wrażliwe na teikoplaninę.

### Wankomycooporność typu C (VanC)
To naturalna oporność występująca u Enterococcus gallinarum, casseliflavus i flavescens, która jest regulowana zarówno indukcyjnie, jak i konstytutywna. Obok fragmentów D-Ala-D-Ala pojawiają się peptydy D-Ala-D-Seryna, w ilości 1:3. Ten fenotyp gwarantuje oporność na niskie stężenia wankomycyny przy całkowitej wrażliwości na teikoplaninę.

### Wankomycooporność typu D (VanD)
Zamiana peptydu jest podobna jak przy VanB (na D-Ala-D-Lac), a różnice dotyczą zakresu oporności – brak wrażliwości na wankomycynę i teikoplaninę oraz mechanizmu regulacji, który jest konstytutywny. Ta oporność występuje u Enterococcus faecium.

### Wankomycooporność typu E i G (VanE i VanG)
VanE to nabyty typ oporności mogący występować u Enterococcis faecalis i zapewniający oporność na wankomycynę i teikoplaninę. Podobnie jak w klasie C końcowym dipeptydem jest D-Ala-D-Ser.
Klasa oporności VanG jest najmniej zbadana, wiadomo jedynie, że gatunek występowania oraz zakres oporności jest analogiczny do klasy VanE. Końcowy fragment warunkujący oporność pozostaje nieznany.
Odnotowano pojedyncze przypadki szczepów VRE wytwarzających także beta-laktamazy.

## Rozwój oporności
Na pojawienie się wankomycynooporności miało wpływ wiele nakładających się czynników. Masowo używano tych związków w przemyśle spożywczym jako dodatek do pasz dla zwierząt hodowlanych. Stosowano tam awoparycynę, która nie jest wykorzystywana u ludzi, jednak pojawiająca się oporność enterokoków była krzyżowa dla pozostałych antybiotyków. Także w szpitalach glikopeptydy używane były bardzo często, nawet przy nieznanym czynniku etiologicznym infekcji. Z powodu narastającej oporności użycie wankomycyny oraz teikoplaniny w szpitalach zostało ograniczone do udokumentowanych przez laboratoria mikrobiologiczne ciężkich zakażeń bakteriami Gram (+) lub jako leczenie zgodne z antybiogramem. Rozpoczęto ponadto wycofywanie masowego używania awoparycyny z hodowli zwierząt.
Pierwsze szczepy VRE opisano w 1988 roku w londyńskim Dulwich Hospital. Te lekooporne drobnoustroje zaczęły się szybko rozprzestrzeniać na całym świecie. W tym samym roku wykryto pojedynczy przypadek w Nowym Jorku; trzy lata później już 38 nowojorskich szpitali zgłosiło obecność tej bakterii u pacjentów. Pierwsze szczepy VRE opisano w Polsce w 1997 roku. W 2000 roku pojawiły się one w Holandii.
Obecnie ponad 25% izolowanych szczepów enterokoków z oddziałów intensywnej opieki medycznej jest opornych na glikopeptydy (USA).
Nie ma jednomyślności co do przyczyny tak szybkiego narastania oporności. Glikopeptydy stosowano od ponad 50 lat, a szczepy VRE pojawiły się stosunkowo nagle. Zasugerowano jednak, że oporność może pochodzić od producentów antybiotyków glikopeptydowych – na przykład od Amycolatopsis orientalis czy Streptomyces toyocaeusis. Drobnoustroje wytwarzające te związki wykształciły mechanizm oporności, aby same nie ginęły od własnych antybiotyków. Rozważa się dwie możliwości:
- Transfer genów warunkujących oporność drogą koniugacji albo transdukcji bezpośrednio lub (bardziej prawdopodobne) przez kilku "pośredników".
- Transformacja DNA to zjawisko polegające na pobieraniu i wchłanianiu DNA przez komórki prokariotyczne ze środowiska do własnego genomu. Okazało się, że niektóre partie leków były zanieczyszczone przez DNA bakterii produkujących antybiotyki. Jeżeli dołączane do leku DNA kodowało oporność na glikopeptydy – na drodze transformacji inne bakterie mogły przejąć tę zdolność.

Geny oporności naturalnych producentów glikopeptydów oraz szczepów VRE są identyczne w 60%.
Ponieważ geny oporności umiejscowione są u enterokoków na plazmidach koniugacyjnych, kwestią czasu było przekazanie tej zdolności innym bakteriom. Było to o tyle łatwe, że enterokoki naturalnie przebywają w układzie pokarmowym i moczowym człowieka, w którym są licznie obecne inne potencjalne patogeny. Zgodnie z przewidywaniami oporność na glikopeptydy została przeniesiona także do innych rodzajów – Streptococcus, Staphylococcus, Lactobacillus.

## Leczenie
Ogólnoustrojowe zakażenie szczepami VRE leczy się doksycykliną, fluorochinolonami, fosfomycyną lub chinuprystyną-dalfoprystyną. Spośród nowych antybiotyków aktywność zachowują:
- oksazolidynony – przedstawicielem jest linezolid. Odnotowano już szczepy oporne.
- lipoglikopeptydy – przedstawicielem jest dalbawancyna. Lek nie działa, jeśli wankomycooporność polega na mechanizmie VanA.
- cykliczne lipopeptydy – przedstawicielem jest daptomycyna. Działa synergistycznie z ampicyliną oraz gentamycyną, dlatego leki te często podawane są łącznie.

W zapobieganiu transmisji dużą rolę odgrywa mycie rąk przez personel systemu opieki zdrowotnej.